# Babel und Bibel
Babel und Bibel. Arabische Fantasia in zwei Akten ist das einzige von Karl May vollendete Drama, das er in den Jahren 1904 bis 1906 schrieb. Der Zweiakter hat jeweils genau 1000 Verse pro Akt. Mays Erwartung einer begeisterten Aufnahme dieses Dramas durch seine Leser wurde enttäuscht.

## Inhalt
Abu Kital, ein Gewaltmensch, regiert despotisch seinen Stamm, die An’allah. Seine Lehrer sind Babel, ein verknöcherter Wissenschaftler, der Kadi und der Imam (das Recht und der [selbstgerechte] Glaube). Unter dem Einfluss dieser Lehrer hat Abu Kital vor Jahren seine geliebte Frau Bent’ullah und seinen kleinen Sohn verstoßen und hält sie (von seinen Lehrern getäuscht) für tot. Sich selbst hält er unter ihrem Einfluss für den Geist des Morgenlandes; deshalb hat er Marah Durimeh, die Menschheitsseele, zu einem Schachspiel mit lebenden Figuren herausgefordert. Er will sie, seine Erzfeindin, bei dieser Gelegenheit gefangen nehmen und so den An’allah die Weltherrschaft gewinnen und abendländisch-christliche Einflüsse unterdrücken. Seine Verbündeten sind acht Scheiks benachbarter Stämme sowie die Phantasie und der Scheik der Todeskarawane. Die beiden letzteren sind jedoch (verkleidet) Marah Durimeh und Ben Tesalah.
Als Abu Kital durch ein Schattenspiel, das die Phantasie aufführt, erfährt, dass seine Frau und sein Sohn leben und er nur durch die Intrigen des Kadi und des Imam an ihren Tod glaubte, ist er so erschüttert, dass er sich innerlich von diesen Lehrern distanziert. Dann scheitern seine kriegerischen Pläne und er unterliegt in einem Duell dem Scheik der Todeskarawane. So wird seine Überheblichkeit gebrochen. Da jedoch seine Gegner nicht seinen Untergang, sondern den Frieden wollen, wird er nur zum Eingeständnis seiner Schuld gezwungen. Als nun seine Frau in alter Schönheit wieder erscheint und er erfährt, dass der Scheik der Todeskarawane sein Sohn ist, ist er bereit, seine alte Gesinnung aufzugeben, den „Geist der Bibel“ zu befreien, den Weltherrschaftsplänen zu entsagen und stattdessen nach Märdistan, in die Geisterschmiede von Kulub zu gehen, wo er zum Edelmenschen geformt werden soll.
Der Kadi und der Imam wollen fliehen, werden jedoch gefangen genommen und Bent’ullah ausgeliefert. Diese verzeiht ihnen. Babel, der erkennt, dass sein Verständnis von Geist und Seele völlig falsch war, wirft seine Schriften ins Feuer. Marah Durimeh erklärt sich bereit, ihm „die Erde aus der Höhe“ zu zeigen, damit er erkenne, aus welcher Perspektive Wissenschaft getrieben werden müsse.

### Karl Mays Deutung
Am 26. September 1906 schrieb Karl May an Prinzessin Marie Therese von Bayern:

„Mit der soeben in Druck erschienenen arabischen Fantasia „Babel und Bibel“ beginne ich eine Reihe von Dramen, welche zeigen sollen, in welcher Weise die Kunst zwischen Religion und Wissenschaft zu vermitteln hat. Ich will in diesen Dramen die heilige Macht des Glaubens, die Unwiderstehlichkeit des wahren Gottvertrauens, die Forderungen der edlen Menschlichkeit und die Möglichkeit eines vernunftgemäßen Völkerfriedens zur lebenden Gestaltung bringen. Und in Hinblick auf die höchste Aktuellität des gegenwärtigen Augenblickes soll veranschaulicht werden, auf welche Weise die friedliche Versöhnung des Morgenlandes mit dem Abendlande und also die Lösung dieser brennendsten Frage unserer Zeit zu ermöglichen ist. […]
Wir verzichten auf jeden niedrigen Stoff und jeden niedrigen Klang. Unser Streben ist ein rein menschliches. Wir fühlen uns in religiöser Beziehung als Laien und hüten uns also, überhaupt in kirchliche Fragen einzugreifen. Aber grad dieser rein menschliche Standpunkt ermöglicht es uns, die Notwendigkeit wahrer und inniger Religiosität entschieden betonen zu können, ohne dem Verdachte dunkler Gründe zu verfallen. Denn die Religiosität liegt eben im tiefsten, innersten Wesen des Menschen. Wir fußen vor allen Dingen auf der unumstößlichen Wahrheit, daß man ein guter Mensch sein muß, um denken zu dürfen, man sei ein guter Christ. Indem wir auf diese Weise das „rein Menschliche“ zu veredeln suchen, bereiten wir die Wege vor, auf denen dann der christliche Priester die höhere Führung zu übernehmen hat. Nicht uns, sondern ihm allein steht es zu, sich mit den innern Fragen der Kirche zu befassen.
Die Kunst, nach der wir streben, ist also eine entschieden christliche Kunst, die ihre Zwecke nur auf dem Wege des Gesetzes, der Gerechtigkeit und der Humanität zu verfolgen trachtet. Sie ist nicht so kurzsichtig, hierbei nur auf die engen, heimischen Verhältnisse zu schauen. Sie richtet ihr Augenmerk auch auf die internationalen Interessen, welche uns beherrschen, und da vor allen Dingen hat sie zu betonen, daß der Gewaltmensch sich zum Edelmenschen gestalten und der unchristliche Rassenkampf einer menschenwürdigeren Ordnung entgegengeführt werden möge.“

### Zeitgeschichte
Zu den zeitgeschichtlichen Umständen seiner dramatischen Arbeit schrieb Karl May an die bayerische Prinzessin:

„Der Beginn des zwanzigsten Jahrhunderts zeichnet sich durch ein Sehnen und Drängen nach Veredelung und Vervollkommnung aus, welches zwar durch alle Länder geht, am deutlichsten und intensivsten aber in unserm deutschen Volke zu Tage tritt. Wird dieses Streben nicht in die rechten Pfade geleitet, so geräth es sehr leicht auf Abwege, die in die Irre führen. Die Wissenschaft trachtet nicht mehr zu Gott hin, sondern von ihm ab. Sie reißt den heilgen Glauben mit sich fort, indem sie sich für berufen erklärt, Gott ein- oder absetzen zu können, ganz wie es ihr beliebt. Und der Kunst, der wahren Kunst, wird zugemuthet, dem Mammonismus, dem Unglauben, der Vergnügungssucht und Unsittlichkeit zu dienen, anstatt ihrer herrlichen Aufgabe gerecht zu werden, das irdische Wissen zum himmlischen Glauben zu führen.
Diese betrübenden Erscheinungen treten jetzt so allgemein und so brutal zu Tage, daß es wahrlich und wahrlich die Pflicht eines jeden ernst und loyal denkenden Mannes ist, in seinem Kreise und in seinem Berufe dahin zu wirken, daß dies anders und also besser werde. Es ist mein innigstes Bestreben, mich an der Lösung dieser Aufgabe zu betheiligen, und zwar weder in Beziehung auf die Religion, denn ich bin ein Laie, noch in Beziehung auf die Wissenschaft an sich, weil ich kein Fachgelehrter bin, sondern allein nur in Beziehung auf die Kunst, besonders der dramatischen, der ich mich gegenwärtig zuzuwenden habe.“

### Sonstiges
Karl May hat zunächst auf kaum ein anderes Werk so viele Hoffnungen gesetzt. Darauf deuten etliche verschiedene Fassungen einzelner Szenen sowie Briefe an Friedrich Ernst Fehsenfeld und Sascha Schneider hin. Außerdem wurde 1907 mit Abu Kital, der Scheik der An’allah eine Reiseerzählung angekündigt, die mit der Handlung von Babel und Bibel zusammenzuhängen scheint.

## Buchausgaben
Im Rahmen der Gesammelten Werke des Karl-May-Verlages wurde das Drama (bearbeitet) in Band 49 Lichte Höhen veröffentlicht. Seit 1998 enthält dieser Band nun auch wieder die unbearbeitete Fassung des Dramas.
Fragmente und andere Fassungen von Babel und Bibel findet man in Band 81 Abdahn Effendi.
Alle aktuellen Ausgaben finden sich in der Bücherdatenbank.

## Aufführungen
Das Drama wurde erstmals komplett am 21. Juni 2005 in Hachenburg im Westerwald im Rahmen einer Schulaufführung unter der Regie von Peter Wayand uraufgeführt, nachdem vorher allenfalls szenische (Teil-)Lesungen stattgefunden hatten.

## Hörspielfassung
PuzzleCat Entertainment veröffentlichte am 21. August 2017 und am 21. September 2017 eine zweiteilige Hörspielfassung des Dramas mit den Titeln Teil 1: Das Schattenspiel und Teil 2: Das Schachspiel unter der Regie von Peter Wayand kostenlos im Internet. Bei dieser Fassung handelt es sich um den ungekürzten Originaltext mit verbindenden Erzähltexten.

## Beurteilungen
Heinz Stolte schrieb in seiner Dissertation über den Volksschriftsteller Karl May im Jahr 1936:
„Karl May mußte seiner ganzen Begabung nach bei der Ausführung dieses Dramas scheitern, weil er sich seine Ziele zu hoch steckte und die lebendige Verschmelzung des Ideengehalts mit der äußeren Fabel nicht zu finden vermochte, vielmehr das Alltägliche für das Ungewöhnliche, das Äußere für das Innere, das Flache für das Tiefe setzte, ohne aber auch anderseits die Kraft zu jenem Mephisto-Wunder in Auerbachs Keller, zu jener überzeugenden Täuschung, der Gleichsetzung des Niederen mit dem Schönen, Erhabenen, der magischen Überredung des Lesers oder Zuschauers zu finden.“
Der Osnabrücker Kunstpädagoge Andreas Brenne urteilte 2018 über dieses Drama:
„May setzte sich in seinem Drama mit der Funktion der Kunst auseinander (wie auch in seinen Briefen über Kunst aus dem Jahre 1906), die er als Gelenkstelle zwischen Religion und Wissenschaft verstand, und projektierte dadurch einen substantiellen zivilisatorischen Fortschritt. Thematisch entwickelte er sein Leitmotiv von der Veredlung der Menschheit weiter mit dem Ziel eines ‚ewigen Friedens‘. ... Anders als in seinem symbolistischen Hauptwerk Ardistan und Dschinnistan – das die abenteuerlichen Narrative immerhin symbolisch fortschrieb – konzentrierte sich May in Babel und Bibel auf die Macht der Rede (die er allerdings mit umfangreichen Regieanweisungen und musikalischen Notationen bereicherte) und transzendierte seine künstlerischen Ambitionen ins Gegenwärtige. Zwar bestanden seine Arbeiten schon immer aus umfangreichen Dialogen, doch wurden diese derart plastisch mit zeithistorischen Material verwoben, dass die Leser die Fiktionalität der räumlichen Konstruktion des Geschehens vergaßen. Das still gelesene Drama kann diesen Effekt nicht erzeugen; es braucht die performative Realisierung ...“